# Frank Nordhausen

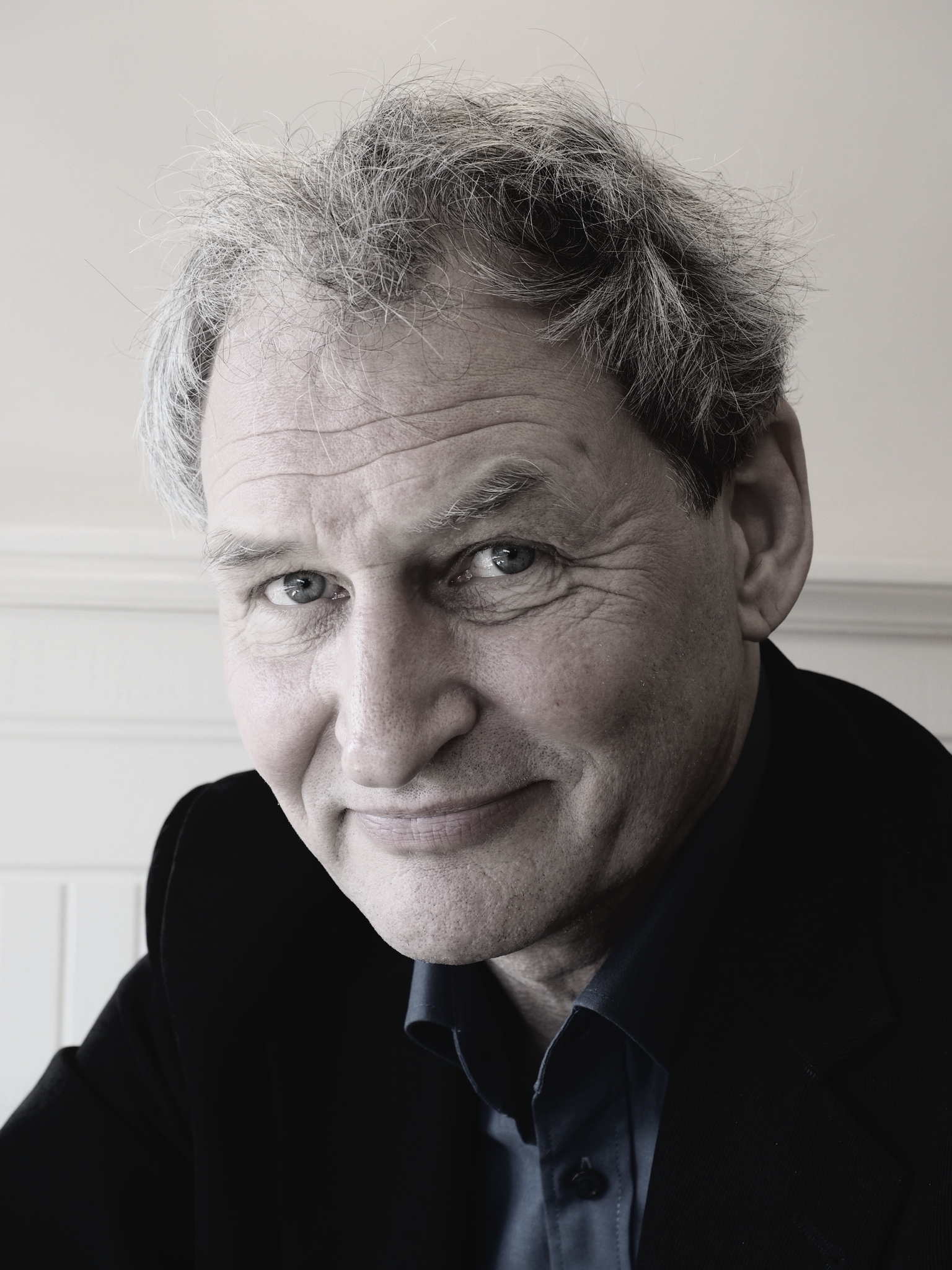
Frank Nordhausen, Porträt, 2017

Frank Nordhausen (* 5. Juni 1956 in Berlin) ist ein deutscher Journalist und Buchautor. Er lebt und arbeitet als freier Auslandskorrespondent in Nikosia, Zypern.

## Leben
Nordhausen studierte Philosophie, Geschichte und Germanistik an der Freien Universität Berlin und wohnte im damals besetzten Haus K.O.B. (Potsdamer Straße 157), u. a. zusammen mit dem Schriftsteller Klaus Schlesinger. Nach dem Abschluss des Studiums 1986 arbeitete er als freier Journalist, u. a. für Die Zeit, Stern, Der Spiegel, Woche, Wochenpost und taz. Von 1996 bis 2011 war er Redakteur und Reporter der Berliner Zeitung im Ressort „Seite 3“ und berichtete aus dem Kosovo, aus der Türkei, Rumänien, Ägypten, Syrien und dem Irak.
Ab 2000 schrieb er auch Biografien über Politik und Alltag auf dem Balkan, im Nahen Osten, am Amazonas und in Neuguinea. Ab 2009 berichtete er als Reporter aus Kairo über die Arabische Revolution, ab 2011 als fester Auslandskorrespondent in Istanbul für die Berliner Zeitung, die Frankfurter Rundschau und den Kölner Stadt-Anzeiger. Von 2011 bis 2019 schrieb er den Weblog „Gruß vom Bosporus“. 2017 musste Nordhausen die Türkei verlassen. Seither lebt er in Nikosia und berichtet als freier Auslandskorrespondent für deutsch- und englischsprachige Medien über den östlichen Mittelmeerraum.
Bekannt wurde er 1991 durch seine Recherchen über die Scientology-Organisation und ihre Aktivitäten in Ostdeutschland. 1993 erschien sein Buch Der Sekten-Konzern. Scientology auf dem Vormarsch (mit Liane von Billerbeck). 2012 strahlten ARTE und die ARD den von ihm und Markus Thöß gedrehten  Dokumentarfilm Die Spitzel von Scientology – Der Sektengeheimdienst OSA aus.
Seit seinem Germanistikstudium erforscht Nordhausen Leben und Werk des mysteriösen Schriftstellers B. Traven. Nordhausen war Mitgründer und erster Vorsitzender der Internationalen B. Traven Gesellschaft e. V. Er hat wissenschaftliche Artikel über B. Traven publiziert, darunter über die Herkunft des Schriftstellers. Durch eine Analyse der Dialektfärbung Travens auf Original-Tonbandaufnahmen aus Mexiko, die 1999 entdeckt worden waren, sah Nordhausen die Herkunft Travens aus Norddeutschland belegt, während andere Forscher  B. Traven für den Sohn eines Ziegelbrenners halten, der im Osten Deutschlands aufwuchs.
Nordhausen ist der Enkel des Berliner Journalisten und Schriftstellers Richard Nordhausen.

## Monografien (Auswahl)
- mit Liane von Billerbeck: Der Sekten-Konzern. Scientology auf dem Vormarsch, Ch. Links, Berlin, 1. Auflage 1993, 4. Auflage 1995, ISBN 3-86153-051-1
- mit Liane von Billerbeck: Satanskinder. Der Mordfall Sandro B., Ch. Links, Berlin 1. Auflage 1994, neu bearbeitet u. d. T. Satanskinder. Der Mordfall von Sondershausen und die rechte Szene, 2001, ISBN 978-3-86153-232-3
- mit Bardhyl Hoti: Entkommen. Tagebuch eines Überlebenden aus dem Kosovo, Ch. Links, Berlin 2000, ISBN 3-86153-219-0
- mit Steven Kuhn: Soldat im Golfkrieg. Vom Kämpfer zum Zweifler, Ch. Links, Berlin 2003, ISBN 3-86153-299-9
- mit Roland Garve: Kirahé – Der weiße Fremde. Unterwegs zu den letzten Naturvölkern, Ch. Links, Berlin 2007, ISBN 978-3-86153-425-9
- mit Liane von Billerbeck: Scientology. Wie der Sektenkonzern die Welt erobern will, Ch. Links, Berlin 2008, ISBN 978-3-86153-470-9, 2. Auflage Fischer, Frankfurt am Main, 2011, ISBN 978-3-596-19009-6
- 111 Gründe, die Türkei zu lieben. Eine Liebeserklärung an das schönste Land der Welt, Schwarzkopf & Schwarzkopf, Berlin 2021, ISBN 978-3-86265-795-7
- als Herausgeber, mit Thomas Schmid: Die arabische Revolution. Demokratischer Aufbruch von Tunesien bis zum Golf, Ch. Links, Berlin 2011, ISBN 978-3-86153-640-6

## Film
- mit Markus Thöß: Die Spitzel von Scientology. Der Sektengeheimdienst OSA,  Fernsehdokumentation, 90 Minuten, Erstausstrahlung 2012, Arte, online

## Auszeichnungen
- Journalistenpreis Ostenergie, 1. Preis, 2004
- Der lange Atem, 1. Preis für die langjährige Berichterstattung über Scientology und andere Sekten[12] 2007
- New York Festival, Shortlist in der Kategorie Television News für The Spies of Scientology – Office of Special Affairs O.S.A., 2013
- DuMont Journalistenpreis, 1. Preis für die Reportage Zwischen den Fronten aus dem syrischen Bürgerkrieg[13], 2013